# Ali Babacan
Ali Babacan (Ankara, 4 april 1967) is een Turkse politicus en voormalig minister van Economische Zaken en voormalig vicepremier in het kabinet-Erdoğan III. Hij was van 2007 tot 2009 minister van Buitenlandse Zaken van Turkije. Babacan volgde Abdullah Gül op, die president werd. Hij was eerder als minister van Economie namens de Gerechtigheids- en Ontwikkelingspartij (AK-partij) lid van het 58e kabinet, dat in 2002 aan de macht kwam. Tussen 2009 en 2011 was hij voor de tweede keer minister van Economische zaken. In 2019 stapte Ali Babacan uit de AK-partij om in 2020 de politieke partij Partij voor Democratie en Vooruitgang op te richten. 

## Opleiding
Babacan is afgestudeerd aan de TED Ankara College als beste van de klas van 1985. Hij studeerde aan de Middle East Technical University in Ankara en in 1989 werd hij bekroond met een Bachelor of Science in Industrial Engineering met de meeste punten. Hij ging naar de VS met een Fulbright Scholarship om postgraduate studies te doen en ontving in 1992 een MBA aan de Kellogg School of Management aan de Northwestern-universiteit in Evanston, Illinois, met majors op het gebied van marketing, organizational behavior en het internationaal bedrijfsbeheer.

## Carrière in financiën
Babacan werkte vervolgens twee jaar als een medewerker bij QRM, Inc. in Chicago, Illinois, een bedrijf dat financieel advies geeft aan de grote banken in de Verenigde Staten. Hij keerde terug naar Turkije in 1994 en diende hetzelfde jaar als de belangrijkste adviseur van de burgemeester van Ankara. Hij was de voorzitter van een textielbedrijf behorend tot zijn familie tussen 1994 en 2002.

## Politieke carrière
Hij ging de politiek in 2001 als mede-oprichter en bestuurslid van de Gerechtigheids- en Ontwikkelingspartij (AK-partij) en werd verkozen in het parlement als vertegenwoordiger voor Ankara in 2002. Hij werd in hetzelfde jaar benoemd tot minister van Economie en was als 35-jarige het jongste lid van het kabinet.
Babacan had de plicht om een pijnlijk economisch hervormingsprogramma te sturen, dat werd gesteund door de leningen van het IMF; de Turkse economie herstelde zich toen na een periode van twee ernstige crisissen. Hij bleef als minister weg uit de Turkse politieke arena en richtte zich uitsluitend op de economische hervorming.
In 2005 benoemde premier Erdoğan hem tot onderhandelaar in de besprekingen van toetreding van Turkije tot de Europese Unie. Na een omvangrijke kabinetswijziging door premier Erdoğan keerde hij in 2009 terug als minister van Economische Zaken en bleef dat 2011.
Als minister heeft Babacan deelgenomen aan verschillende internationale bijeenkomsten zoals het World Economic Forum in Davos, Zwitserland, en de Bilderbergconferentie.
Omdat Babacan in 2019 van mening was dat de principes van de AK-partij niet meer overeenkwamen met de principes tijdens de oprichting verliet hij de partij en richtte in 2020 de Partij voor Democratie en Vooruitgang op.